# Aetobatus narinari
Aetobatus narinari, coneguda comunament com a "milana pigallada", és un peix cartilaginós del gènere de les rajades que habita en aigües costaneres poc profundes dels esculls de coral i badies, en profunditats de fins a 80 metres.
La rajada té un cos en forma de disc pla, de color blau intens o negre, amb taques blanques a la part superior amb un capell blanc i distintius musells plans similars un bec d'un ànec. Les aletes caudals són més llargues que les d'altres rajades i poden tenir entre dues i sis espines verinoses, just darrere de les aletes pèlviques. La meitat frontal del disc pectoral llarg té cinc brànquies a la part inferior. Els adults poden atènyer fins a cinc metres, una envergadura de tres metres i pesar fins a 230 quilos.

## Distribució
Es poden trobar a l'atlàntic occidental i probablement a l'atlàntic oriental a les regions tropicals, incloent el golf de Mèxic. Se l'ha de diferenciar de l'Aetobatus ocellatus, que és molt semblant però viu al pacífic i va ser reconegut com una espècie diferent.